# Dibu 2, la venganza de Nasty
Dibu 2, la venganza de Nasty es una película animada argentina estrenada el 2 de julio de 1998. Dirigida por Carlos Galettini, con guion de Martín Colomer, y encabezada por Mauricio Dayub, Hugo Arana, Roberto Carnaghi, Gianni Lunadei, Deborah Warren y Cecilia Gispert en la voz de Dibu. Se trata del segundo largometraje del personaje animado que saltó a la pantalla grande desde la televisión.
La animación estuvo a cargo de Rodolfo Mutuverria con escenografía de Adriana Maestri. Este fue el último film que colaboró en rol de reparto el primer actor cómico Gianni Lunadei quien se quitó la vida el 17 de junio de ese mismo año.

## Sinopsis
Nasty, un dibujo animado con aspecto de niño travieso, llega con dos propósitos: llevarse a su mundo de dibujos animados toneladas de caramelos masticables y secuestrar a Buji. Los caramelos le permiten cambiar de aspecto y convertirse en humano o en cualquier otro dibujo, ocultando su verdadera y temible apariencia: un monstruo.

## Elenco
- Cecilia Gispert como Dibu (voz).
- Laura Sordi como Buji (voz).
- Roberto Carnaghi como Sr. Mor y Nasty-Mor (voz).
- Deborah Warren como Marioneta Gitana.
- Gianni Lunadei como Marioneta Pirata.
- Mauricio Dayub como Quique.
- Hugo Arana como Lencinas.
- Francisco Seoane como Sebas.
- Iván Mudryj como Axel.
- Sol Impagliazzo como Jimena.
- Leandro Aita
- Hernán Echeverría
- Gabriel Eisbruch
- Guillermo Elías
- Glenda Fur
- Daniel Kargieman
- Carlos Lanari
- Valeria Lorca
- Horacio Marassi
- Alan McCormick
- Fernando Menéndez
- Matías Paul
- Eduardo Ruderman
- Grace Spinelli
- Beatriz Thibaudin
- Paula Trápani
- Andrés Zurita
- Ariel Abadi
- Darío Contartesi
- Sergio Di Francesco
- Daniel Moreno
- Rosario Sánchez Almada
- Susana Alle
- Florencia Alle
- Flavio Catuara
- Julieta Esquenazi
- Francisco Leiva
- Carina Michalsky
- Sandra Núñez
- Carlos Osatinsky
- Fernando Pelisiolli
- Matías Romano
- Valeria Verona
- Carolina Román[4]